# David Henry Barnett
 (septembre 2022).
Si vous disposez d'ouvrages ou d'articles de référence ou si vous connaissez des sites web de qualité traitant du thème abordé ici, merci de compléter l'article en donnant les références utiles à sa vérifiabilité et en les liant à la section « Notes et références ».
David Henry Barnett est un officier américain de la CIA. Il est reconnu coupable d'espionnage pour l'Union soviétique dans les années 1980. Barnett est le deuxième officier de la CIA à être condamné.

## Carrière
Barnett est initialement un agent spécial du Corps de contre-espionnage de l'armée américaine, servant avec le 308e détachement du CIC à Séoul, en Corée, en 1958 et en janvier 1959. Il sert dans le S2. Barnett quitte l'armée américaine et est engagé par la CIA en janvier 1959, après quoi il reste en Corée pendant environ un an.
Des années 1960 à 1970, Barnett est employé par la CIA, travaillant aux États-Unis et en Asie. Barnett est stationné en Indonésie de 1967 à 1970 après la Corée du Sud. Il est professeur et entraîneur de lutte dans les années 1970 à la Kiski School de Saltsburg, en Pennsylvanie. Après avoir quitté son poste d'enseignant à Kiski, Barnett retourne en Indonésie en 1973 pour établir une entreprise d'import-export d'antiquités asiatiques. Il n'y parvient pas et, en 1975, il accepte une offre de gestion de PT Trifood, une entreprise de transformation et d'exportation de crevettes. Dans la poursuite de son commerce d'antiquités, il a accumulé des dettes de plus de 100 000 $ et fait face à une ruine financière imminente.
Pour remédier à ses problèmes, Barnett choisit de vendre des informations classifiées aux Soviétiques. En 1976, il approche des officiers du KGB à Jakarta, en Indonésie, et leur propose de leur vendre les noms des agents actifs de la CIA.

## Espionnage
Au cours des trois années suivantes, lors de réunions tenues à l'ambassade de l'Union soviétique à Vienne, Barnett révèle au KGB l'identité de près de 30 officiers de la CIA. En outre, il remet des informations classifiées recueillies par la CIA sur une opération clandestine, portant le nom de code HA/BRINK, qui s'est concentrée sur l'acquisition de matériel militaire soviétique vendu à l'Indonésie à l'époque de Soekarno, notamment un système de guidage SA-2, des conceptions pour le sous-marin de classe Whisky, la frégate de classe Riga, le croiseur de classe Sverdlov, le missile anti-navire P-15 Termit et le bombardier Tu-16 Badger. Il a compromis les opérations et les informateurs de la CIA en Indonésie et en Corée du Sud. Les Soviétiques lui ont versé un total de 92 000 dollars pour des informations reçues entre 1976 et 1980.
Sur les instructions de ses gestionnaires du KGB, notamment Oleg Kalouguine, Barnett postule pour des postes d'état-major au sein des commissions du renseignement du Sénat et de la Chambre et du Conseil consultatif du renseignement du président, mais sans succès. En janvier 1979, il est réembauché par la CIA en tant qu'agent contractuel et, s'il n'a pas été détecté, il aurait pu trahir d'autres secrets de la CIA.
Plus tard en 1979, Barnett est identifié comme un espion à la suite de la publication d'informations fournies par le colonel Vladimir Mikhaïlovitch Pigouzov, un officier du KGB en poste à Jakarta qui a été recruté comme agent double par la CIA. Pigouzov est à son tour trahi par Aldrich Ames en 1985 et exécuté par la suite. Barnett est interrogé par le Federal Bureau of Investigation et démissionne de son poste à la CIA. En octobre 1980, Barnett plaide coupable des accusations d'espionnage. Il est condamné à 18 ans de prison et obtient une libération conditionnelle en 1990.

## Vie privée
David Barnett épouse Sarah Blount après leur rencontre dans les années 1960 à Washington. Blount a déménagé à DC en 1964 pour travailler pour l'Office of Economic Opportunity, et Barnett est entre deux tournées à l'étranger. Ils se marient après seulement quatre semaines de fréquentation.
Barnett et sa femme sont bientôt stationnés en Indonésie, où il révèle finalement à Sarah sa position actuelle au sein de la CIA. Elle affirme que son secret fréquent avec son travail l'a amenée à ne pas se méfier lorsqu'il a commencé à travailler avec les Soviétiques.
Barnett et Sarah ont trois enfants : Charles, John Henry et Dorsey, qui ont entre 12 et 6 ans au moment de l'incarcération de leur père.